# Lijst van civil parishes in Devon
Onderstaande lijst bevat alle civil parishes in het Engelse ceremoniële graafschap Devon gesorteerd per district.

## East Devon
- All Saints
- Awliscombe
- Axminster
- Axmouth
- Aylesbeare
- Beer
- Bicton
- Brampford Speke
- Branscombe
- Broad Clyst
- Broadhembury
- Buckerell
- Budleigh Salterton
- Chardstock
- Clyst Honiton
- Clyst Hydon
- Clyst St. George
- Clyst St. Lawrence
- Clyst St. Mary
- Colaton Raleigh
- Colyton
- Combe Raleigh
- Combpyne Rousdon
- Cotleigh
- Dalwood
- Dunkeswell
- East Budleigh
- Exmouth
- Farringdon
- Farway
- Feniton
- Gittisham
- Hawkchurch
- Honiton
- Huxham
- Kilmington
- Luppitt
- Lympstone
- Membury
- Monkton
- Musbury
- Nether Exe
- Newton Poppleford and Harpford
- Northleigh
- Offwell
- Otterton
- Ottery St. Mary
- Payhembury
- Plymtree
- Poltimore
- Rewe
- Rockbeare
- Seaton
- Sheldon
- Shute
- Sidmouth
- Southleigh
- Sowton
- Stockland
- Stoke Canon
- Talaton
- Uplyme
- Upottery
- Whimple
- Widworthy
- Woodbury
- Yarcombe

## Mid Devon
- Bampton
- Bickleigh
- Bow
- Bradninch
- Brushford
- Burlescombe
- Butterleigh
- Cadbury
- Cadeleigh
- Chawleigh
- Cheriton Bishop
- Cheriton Fitzpaine
- Clannaborough
- Clayhanger
- Clayhidon
- Coldridge
- Colebrooke
- Copplestone
- Crediton
- Crediton Hamlets
- Cruwys Morchard
- Cullompton
- Culmstock
- Down St. Mary
- Eggesford
- Halberton
- Hemyock
- Hittisleigh
- Hockworthy
- Holcombe Rogus
- Huntsham
- Kennerleigh
- Kentisbeare
- Lapford
- Loxbeare
- Morchard Bishop
- Morebath
- Newton St. Cyres
- Nymet Rowland
- Oakford
- Poughill
- Puddington
- Sampford Peverell
- Sandford
- Shobrooke
- Silverton
- Stockleigh English
- Stockleigh Pomeroy
- Stoodleigh
- Templeton
- Thelbridge
- Thorverton
- Tiverton
- Uffculme
- Uplowman
- Upton Hellions
- Washfield
- Washford Pyne
- Wembworthy
- Willand
- Woolfardisworthy
- Zeal Monachorum

## North Devon
- Arlington
- Ashford
- Atherington
- Barnstaple
- Berrynarbor
- Bishop's Nympton
- Bishop's Tawton
- Bittadon
- Bratton Fleming
- Braunton
- Brayford
- Brendon
- Burrington
- Challacombe
- Chittlehamholt
- Chittlehampton
- Chulmleigh
- Combe Martin
- Countisbury
- East and West Buckland
- East Anstey
- East Down
- East Worlington
- Filleigh
- Fremington
- Georgeham
- George Nympton
- Goodleigh
- Heanton Punchardon
- Horwood, Lovacott and Newton Tracey
- Ilfracombe
- Instow
- Kentisbury
- King's Nympton
- Knowstone
- Landkey
- Loxhore
- Lynton and Lynmouth
- Mariansleigh
- Martinhoe
- Marwood
- Meshaw
- Molland
- Mortehoe
- North Molton
- Parracombe
- Pilton West
- Queen's Nympton
- Rackenford
- Romansleigh
- Rose Ash
- Satterleigh and Warkleigh
- Shirwell
- South Molton
- Stoke Rivers
- Swimbridge
- Tawstock
- Trentishoe
- Twitchen
- West Anstey
- West Down
- Westleigh
- Witheridge

## South Hams
- Ashprington
- Aveton Gifford
- Berry Pomeroy
- Bickleigh
- Bigbury
- Blackawton
- Brixton
- Buckland-Tout-Saints
- Charleton
- Chivelstone
- Churchstow
- Cornwood
- Cornworthy
- Dartington
- Dartmouth
- Dean Prior
- Diptford
- Dittisham
- East Allington
- East Portlemouth
- Ermington
- Frogmore and Sherford
- Halwell and Moreleigh
- Harberton
- Harford
- Holbeton
- Holne
- Ivybridge
- Kingsbridge
- Kingston
- Kingswear
- Littlehempston
- Loddiswell
- Malborough
- Marldon
- Modbury
- Newton and Noss
- North Huish
- Rattery
- Ringmore
- Salcombe
- Shaugh Prior
- Slapton
- South Brent
- South Huish
- South Milton
- South Pool
- Sparkwell
- Staverton
- Stoke Fleming
- Stoke Gabriel
- Stokenham
- Strete
- Thurlestone
- Totnes
- Ugborough
- Wembury
- West Alvington
- West Buckfastleigh
- Woodleigh
- Yealmpton

## Teignbridge
- Abbotskerswell
- Ashburton
- Ashcombe
- Ashton
- Bickington
- Bishopsteignton
- Bovey Tracey
- Bridford
- Broadhempston
- Buckfastleigh
- Buckland in the Moor
- Christow
- Chudleigh
- Coffinswell
- Dawlish
- Denbury and Torbryan
- Doddiscombsleigh
- Dunchideock
- Dunsford
- Exminster
- Haccombe with Combe
- Hennock
- Holcombe Burnell
- Ide
- Ideford
- Ilsington
- Ipplepen
- Kenn
- Kenton
- Kingskerswell
- Kingsteignton
- Lustleigh
- Mamhead
- Manaton
- Moretonhampstead
- Newton Abbot
- North Bovey
- West Ogwell
- Powderham
- Shaldon
- Shillingford St. George
- Starcross
- Stokeinteignhead
- Tedburn St. Mary
- Teigngrace
- Teignmouth
- Trusham
- Whitestone
- Widecombe in the Moor
- Woodland

## Torbay
- Brixham

## Torridge
- Abbots Bickington
- Abbotsham
- Alverdiscott
- Alwington
- Ashreigney
- Ashwater
- Beaford
- Bideford
- Black Torrington
- Bradford
- Bradworthy
- Bridgerule
- Broadwoodwidger
- Buckland Brewer
- Buckland Filleigh
- Bulkworthy
- Clawton
- Clovelly
- Cookbury
- Dolton
- Dowland
- East Putford
- Frithelstock
- Great Torrington
- Halwill
- Hartland
- High Bickington
- Hollacombe
- Holsworthy
- Holsworthy Hamlets
- Huish
- Huntshaw
- Landcross
- Langtree
- Littleham
- Little Torrington
- Luffincott
- Merton
- Milton Damerel
- Monkleigh
- Newton St. Petrock
- Northam
- Northcott
- Pancrasweek
- Parkham
- Peters Marland
- Petrockstow
- Pyworthy
- Roborough
- Shebbear
- Sheepwash
- St. Giles in the Wood
- St. Giles on the Heath
- Sutcombe
- Tetcott
- Thornbury
- Virginstow
- Weare Giffard
- Welcombe
- West Putford
- Winkleigh
- Woolfardisworthy
- Yarnscombe

## West Devon
- Beaworthy
- Belstone
- Bere Ferrers
- Bondleigh
- Bradstone
- Bratton Clovelly
- Brentor
- Bridestowe
- Bridestowe and Sourton Common
- Broadwoodkelly
- Buckland Monachorum
- Chagford
- Coryton
- Dartmoor Forest
- Drewsteignton
- Dunterton
- Exbourne
- Germansweek
- Gidleigh
- Gulworthy
- Hatherleigh
- Highampton
- Horrabridge
- Iddesleigh
- Inwardleigh
- Jacobstowe
- Kelly
- Lamerton
- Lewtrenchard
- Lifton
- Lydford
- Marystow
- Mary Tavy
- Meavy
- Meeth
- Milton Abbot
- Monkokehampton
- North Tawton
- Northlew
- Okehampton
- Okehampton Hamlets
- Peter Tavy
- Sampford Courtenay
- Sampford Spiney
- Sheepstor
- Sourton
- South Tawton
- Spreyton
- Sticklepath
- Stowford
- Sydenham Damerel
- Tavistock
- Throwleigh
- Thrushelton
- Walkhampton
- Whitchurch